# 拉贝塞德洛拉盖
拉贝塞德洛拉盖（法語：Labécède-Lauragais，法語發音：[labesɛd loʁaɡɛ] ⓘ）是法国奥德省的一个市镇，属于卡尔卡松区。

## 地理
拉贝塞德洛拉盖（43°23'29"N, 2°0'19"E）面积19.96 平方千米，位于法国奧克西塔尼大區奥德省，该省份为法国南部沿海省份，北起塔恩省，西北接上加龙省，西接阿列日省，南至东比利牛斯省，东临地中海，东北与埃罗省接壤。
与拉贝塞德洛拉盖接壤的市镇（或旧市镇、城区）包括：莱布吕内勒、伊塞勒、拉波马雷德、圣帕普勒、洛拉盖地区凡尔登、沃德勒耶。

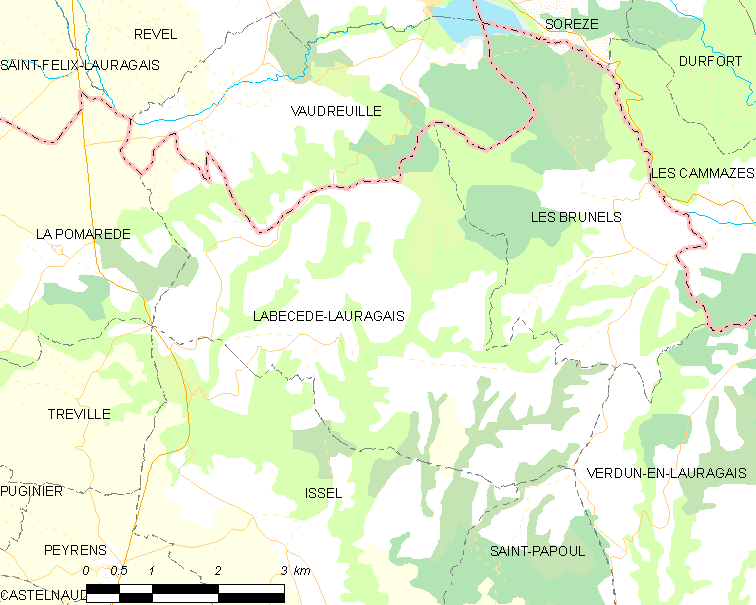
拉贝塞德洛拉盖的OSM定位图

拉贝塞德洛拉盖的时区为UTC+01:00、UTC+02:00（夏令时）。

## 行政
拉贝塞德洛拉盖的邮政编码为11400，INSEE市镇编码为11181。

## 政治
拉贝塞德洛拉盖所属的省级选区为努瓦尔山区拉马勒佩尔县。

## 人口

1962-2008年间拉贝塞德洛拉盖人口变化图示

拉贝塞德洛拉盖于2022年1月1日时的人口数量为419人。